# Verband Deutscher Wetterdienstleister

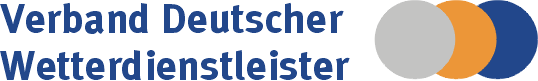
Logo des VDW

Der Verband Deutscher Wetterdienstleister e. V.  (VDW) vertritt die politischen und wirtschaftlichen Interessen der privatwirtschaftlich organisierten Wetterdienste in Deutschland.
Der Verband mit Sitz in Berlin wurde 2002 gegründet. Vorausgegangen waren Anhörungen beim Verkehrsministerium. Die privaten Wetterdienste beschlossen daraufhin einen eigenen Verband zu gründen, um ihre Interessenvertretung zu bündeln. Das Spektrum der vertretenen Unternehmen reicht dabei vom Einzelunternehmer, der nur regional oder in einem speziellen Wirtschaftssektor tätig ist, bis hin zu international agierenden Full-Service-Anbietern.
Da sowohl das Wetter als auch die Datenabgabe und die Marktorganisation nicht allein national zu regeln ist, sind die Mitglieder im VDW auch gleichzeitig Mitglieder im europäischen Verband Association of Private Meteorological Services (PRIMET).
Der Verband hatte Stand Oktober 2017 insgesamt 17 Mitglieder. Stand März 2020 sind es 12 Mitglieder.